# Acer bornmuelleri
Acer bornmuelleri é uma espécie de árvore do gênero Acer, pertencente à família Aceraceae.